# Rice Alexander Pierce

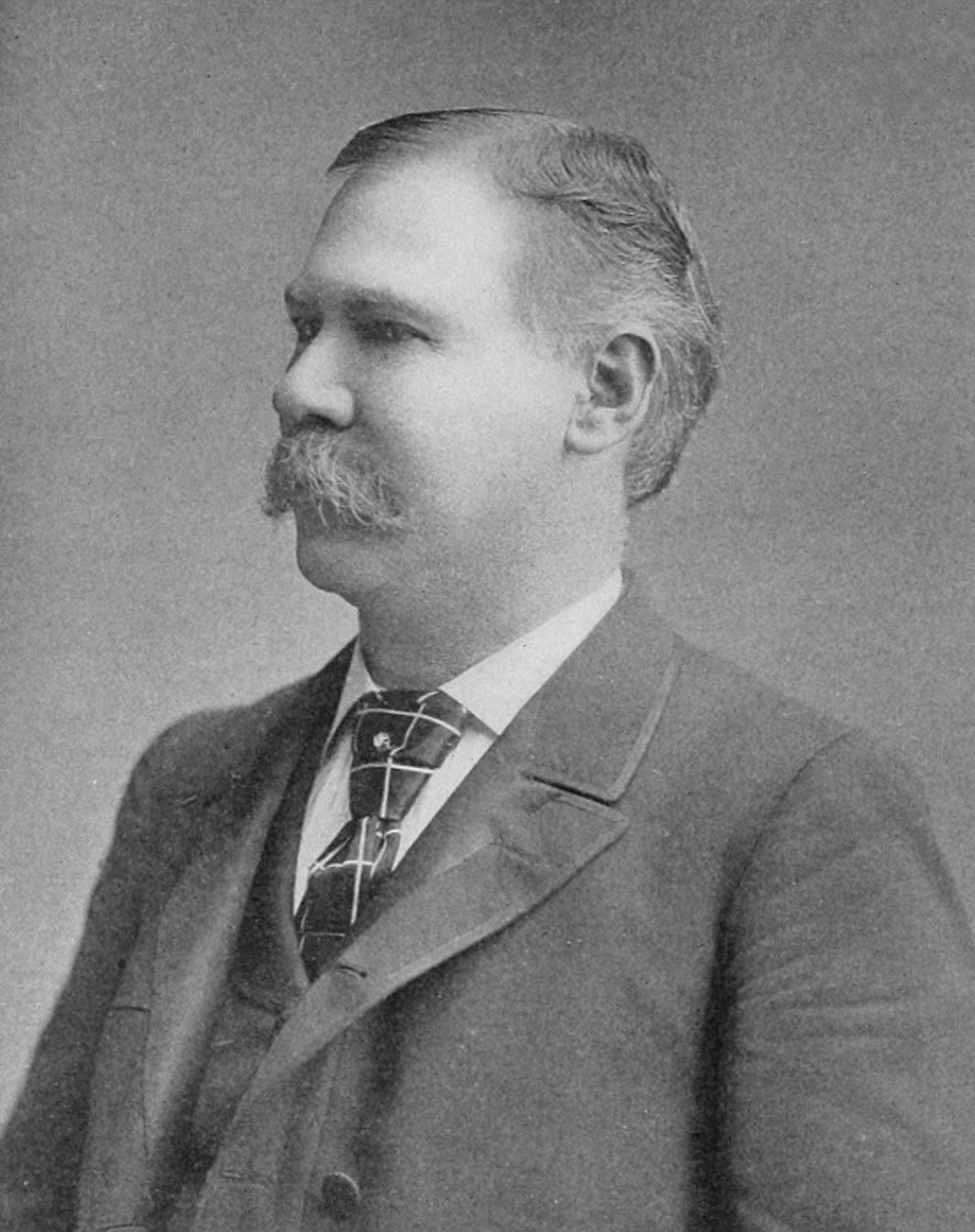
Rice Alexander Pierce

Rice Alexander Pierce (* 3. Juli 1848 in Dresden, Tennessee; † 12. Juli 1936 in Union City, Tennessee) war ein US-amerikanischer Politiker. Zwischen 1883 und 1905 vertrat er mehrfach den Bundesstaat Tennessee im US-Repräsentantenhaus.

## Werdegang
Rice Pierce besuchte die öffentlichen Schulen seiner Heimat. Trotz seiner Jugend diente er während des Bürgerkrieges im Heer der Konföderation. Nach dem Krieg setzte er seine schulische Ausbildung im kanadischen London fort. Nach einem anschließenden Jurastudium in Halifax (North Carolina) und seiner im Jahr 1868 erfolgten Zulassung als Rechtsanwalt begann Pierce in Union City in seinem neuen Beruf zu arbeiten. Zwischen 1874 und 1883 war er leitender Staatsanwalt im zwölften Gerichtsbezirk von Tennessee. Politisch schloss sich Pierce der Demokratischen Partei an. 1872 gewann er die Wahl zum Bürgermeister von Union City. Bei den Kongresswahlen des Jahres 1882 wurde er im neunten Wahlbezirk von Tennessee in das US-Repräsentantenhaus in Washington, D.C. gewählt, wo er am 4. März 1883 die Nachfolge von Charles Bryson Simonton antrat. Da er im Jahr 1884 von seiner Partei nicht zur Wiederwahl nominiert wurde, konnte er bis zum 3. März 1885 zunächst nur eine Legislaturperiode im Kongress absolvieren.
Bei den Wahlen des Jahres 1888 schaffte Pierce den Wiedereinzug in den Kongress. Dort löste er am 4. März 1889 Presley T. Glass ab, der 1885 sein Nachfolger geworden war. Nach einer Wiederwahl konnte er bis zum 3. März 1893 zwei weitere Amtszeiten im US-Repräsentantenhaus absolvieren. Im Jahr 1892 unterlag er James Calvin McDearmon, dessen Nachfolge er aber nach einem weiteren Wahlsieg im Jahr 1896 am 4. März 1897 antrat. Bis zum 3. März 1905 konnte er vier weitere Legislaturperioden im Kongress verbringen. In diese Zeit fiel der Spanisch-Amerikanische Krieg von 1898. Insgesamt absolvierte Pierce zwischen 1883 und 1905 sieben Amtszeiten im US-Repräsentantenhaus. Im Jahr 1904 wurde er nicht mehr bestätigt.
Nach seinem Ausscheiden aus dem Kongress praktizierte Rice Pierce wieder als Anwalt in Union City. Im Jahr 1929 war er Vorsitzender des Staatswahlausschusses in Tennessee. Er starb am 12. Juli 1936 in Union City.